# Hell in a Cell 2013
Hell in a Cell 2013 was een pay-per-viewevenement in het professioneel worstelen dat georganiseerd werd door de WWE. Dit evenement was de vijfde editie van Hell in a Cell en vond plaats in het American Airlines Arena in Miami op 27 oktober 2013.

## Wedstrijden
| Nr.                                                                          | Match | Winnaar(s)                                 |
| ---------------------------------------------------------------------------- | --- | ------------------------------------------ |
| PS                                                                           | Kofi Kingston vs. Damien Sandow in een een-op-eenmatch | Damien Sandow                              |
| 1                                                                            | Cody Rhodes & Goldust (c) vs. The Shield (Seth Rollins & Roman Reigns) vs. The Usos in een triple threat tag team match voor het WWE Tag Team Championship | Cody Rhodes & Goldust (c)                  |
| 2                                                                            | The Great Khali & Natalya (met Hornswoggle) vs. Fandango & Summer Rae in een mixed tag team match                                                          | Fandango & Summer Rae                      |
| 3                                                                            | Dean Ambrose (c) vs. Big E Langston in een een-op-eenmatch voor het WWE United States Championship                                                         | Big E Langston; count-out Dean Ambrose (c) |
| 4                                                                            | CM Punk vs. Ryback & Paul Heyman in een Handicap Hell in a Cell match                                                                                      | CM Punk                                    |
| 5                                                                            | Los Matadores vs. The Real Americans (Antonio Cesaro & Jack Swagger) (met Zeb Colter) in een tag team match                                                | Los Matadores                              |
| 6                                                                            | Alberto Del Rio (c) vs. John Cena in een een-op-eenmatch voor het World Heavyweight Championship                                                           | John Cena (nc)                             |
| 7                                                                            | AJ Lee (c) vs. Brie Bella in een een-op-eenmatch voor het WWE Divas Championship                                                                           | AJ Lee (c)                                 |
| 8                                                                            | Daniel Bryan vs. Randy Orton in een Hell in a Cell match met Shawn Michaels als special guest referee voor het vacante WWE Championship                    | Randy Orton (nc)                           |
| (c) huidige kampioen voor en na de match \| (nc) nieuwe kampioen na de match | |                                            |